# Claude Chautemps
Claude Chautemps, né le 22 avril 1914 à Chacé (Maine-et-Loire) et mort dans le massif du Mont Blanc le 22 avril 1982, jour de son 68e anniversaire, était un aviateur français, pilote de guerre durant la Seconde Guerre mondiale, puis pilote d'essai après-guerre. Il est le fils de Camille Chautemps.

## Biographie
Claude Chautemps fut chef-pilote d'essais pour la Société Nationale de Constructions Aéronautiques du Nord (S.N.C.A.N.) et fit voler pour la 1ère fois le Noratlas 2501 (en fait il s'agissait de l'avion expérimental  Noratlas 2500 qui ne prit le nom de 2501 qu'en entrant en production) le 10 septembre 1949 au départ de Melun-Villaroche avec son collègue Georges Détré.
Le 24 janvier 1950, il procéda au premier vol du Nord 1601, un avion de chasse prototype biréacteur. Il réussit à atteindre les 1 000 km/h et 15 000 mètres d'altitude.

## Distinctions et hommage
- Officier de la Légion d'honneur[Quand ?]
- Croix de guerre 1939-1945
- Il existe un aéroclub à Toulouse qui porte son nom[4],[5].